# Felicia westae
Felicia westae là một loài thực vật có hoa trong họ Cúc. Loài này được (Fourc.) Grau mô tả khoa học đầu tiên năm 1973.